# Dirk Schiefen
Dirk Schiefen (* 4. Oktober 1979 in Altenkirchen) ist ein deutscher Trompeter.

## Leben
Schiefen erlernte schon als Kind Trompete spielen. Er besuchte die Musikschule Hennef und war Mitglied im Blasorchester Buchholz. 1992 erhielt er den Herbert-Roth-Preis als bester Nachwuchskünstler. Ein Jahr später war er Sieger des Bundeswettbewerbs Jugend musiziert als bester Trompeter.
1996 nahm Dirk zusammen mit der Panflötistin Daniela de Santos für die Schweiz beim Grand Prix der Volksmusik 1996 teil. Ihr Titel Monte Cristallo erreichte den Sieg. Danach waren beide teilweise gemeinsam unterwegs. Dennoch begann Dirk Schiefen ein Studium an der Musikhochschule Aachen. Gleichzeitig startete er seine Solokarriere.
Das Repertoire Dirk Schiefens umfasst volkstümlichen Schlager, aber auch klassische Werke (z. B. Ave Maria) und internationale Evergreens (z. B. Frank Sinatras My Way).

## Bekannte Titel
- 1996: Monte Cristallo

## Diskografie
- 1996: Monte Cristallo
- 1997: Das Ave Maria der Berge
- 1997: Traumland-Melodien
- 1999: Trompeten-Gala
- 2000: Das Sternstunden-Album
- 2003: Trompeten Welt-Hits